# Čurčhela
Čurčhela (gruzijsko: ჩურჩხელა, gruzijska izgovorjava [tʃʰurtʃʰxɛlɑ]) je tradicionalna gruzijska sladkarija – bombon v obliki sveče. Glavne sestavine so grozdni mošt, oreški in moka. Mandlje, orehe, lešnike, čokolado in včasih rozine nasnujejo na vrvico, jo namočijo v zgoščeni grozdni ali drug sadni sok in posušijo v obliki klobase. Tradicionalna tehnologija čurčhele v regiji Kaheti je bila leta 2015 vpisana na seznam nesnovne kulturne dediščine Gruzije.

## Zunaj Gruzije
Čurčhela in njene različice so poleg Gruzije priljubljene v več državah, kot so Iran, Azerbajdžan, Armenija, Ciper, Grčija, Rusija, Ukrajina, Pakistan in Turčija. V perzijščini je znana kot باسلوق شیره انگور. V armenščini, grščini in turščini je znana kot sujuk, kar je pravzaprav suha klobasa. Da bi ločili obe, se v armenščini včasih imenuje tudi sladki sujukh (քաղցր սուջուխ, kaghtsr sujukh), v turščini pa cevizli sucuk ('orehov sujuk'). V ciprski grščini je znana kot shoushoukos (σιουσιούκκος) in kot soutzouki (σουτζούκι) v Grčiji. Znana je kot kelawo v pakistanski regiji Gilgit Baltistan. Ciprsko različico naredijo tako, da nize mandljev potopijo v žele, imenovan palouze (παλουζές).

## Priprava
Čurčhela je domač gruzijski izdelek. Gruzinci čurčhelo običajno naredijo jeseni, ko pobirajo glavne sestavine, grozdje in oreščke. To je vrsta orehovih polovic, ki so bile potopljene v grozdni sok, imenovan tatara ali felamuši (grozdni sok, zgoščen z moko), in posušeno na soncu. Za nastanek prave čurčhele ni dodanega sladkorja. Namesto orehov se v zahodni Gruziji včasih uporabljajo lešniki ali mandlji. Oblika čurčhele izgleda kot sveča. Gruzijski bojevniki so jih nosili s seboj, ker vsebujejo veliko kalorij. Najboljša čurčhela je narejena v regiji Kaheti, ki slovi kot domovina vina.
Sok kuhajo 30 minut in pustijo stati 10-12 ur. Prečiščeni sok filtrirajo in uparijo v kotlih do vsebnosti sladkorja 30-40 %. Po potrebi se kislinsko reduciranje soka izvede z dodajanjem krede ali marmornate moke (5 g / liter). Kondenziran sok pustijo stati 5-6 ur in oborino odcedijo. Nato segrejejo na 30 ° C, dodajo pšenično moko in segrevajo z neprekinjenim mešanjem, dokler se ne zgosti. Pripravljenost mase preverijo tako, da vanjo namočijo polnilo, nanizano na niti. Za boljši oprijem mase naredijo vmesno kratko sušenje 2-3 uri, nato potopijo tolikokrat, dokler ne nastane plast mase debeline 1,5-2 mm. Čurčhela se suši na soncu 15-17 dni. Nato jo dajo v škatle, plasti ločijo s krpo in 2-3 mesece hranijo v hladnem in suhem prostoru, da dozorijo. V procesu staranja čurčhela pridobi okusne tone podobne čokoladi.
Preden se oreški ovijejo, jih je treba olupiti in potopiti v vodo, da se zmehčajo. Ko so dovolj mehki, jih nanizajo na poljubno dolge niti.

## Poraba
Čurčhela je prigrizek med obroki in ga postrežejo tudi kot sladico med novoletnimi in božičnimi praznovanji.
Tradicionalno so ženske v vojnih časih poslale svojim moškim čurčhela, da bi jedli na  fronti, zaradi njihove pragmatične velikosti, sposobnosti, da dlje časa ne plesni in težke teksture, ki je nasitna.